# Italochrysa turneri
Italochrysa turneri är en insektsart som först beskrevs av Douglas E. Kimmins 1948.  Italochrysa turneri ingår i släktet Italochrysa och familjen guldögonsländor. Inga underarter finns listade i Catalogue of Life.